# ریمل

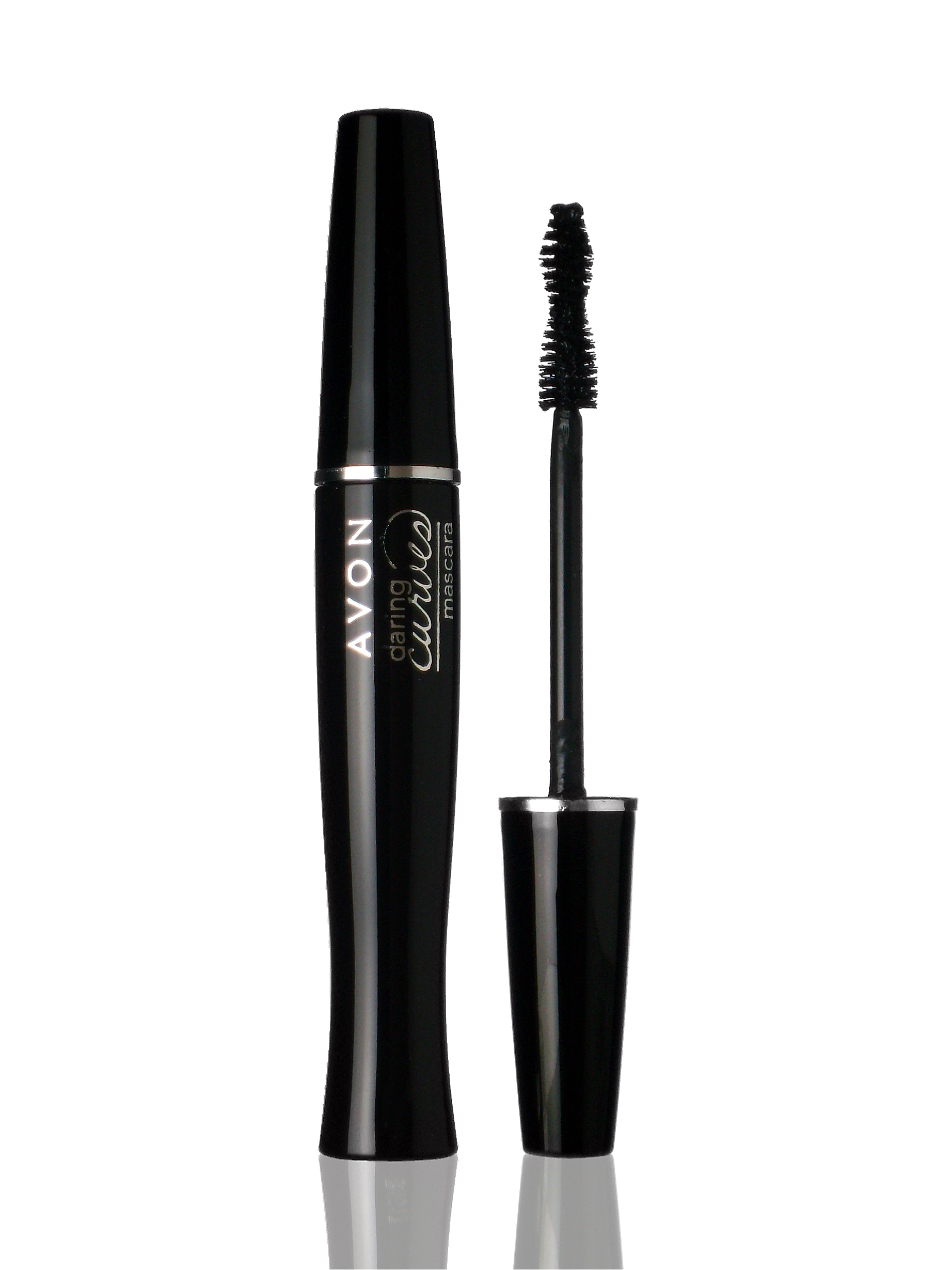
ریمل

ریمِل، سُرمِه یا ماسکارا (به انگلیسی: Mascara) وسیله‌ای آرایشی برای تیره کردن، حجیم یا بلندنما کردن مژه‌ها است. این وسیله آرایشی به سه حالت مایع، جامد (قالبی) یا کرم وجود دارد. ریمل در رنگ‌های مختلف ساخته می‌شود و به وسیلهٔ یک برس کوچک استفاده می‌شوند. ریمل از محصولات آرایشی محبوب بین بانوان بوده و بیشتر خانم ها توقع دارند ریمل مورد استفاده در بهبود وضعیت و بلند کردن مژه هایشان کمک زیادی بکند.

## ریشه‌شناسی
ریمل وامواژه ای است که زبان فرانسوی به فارسی وارد شده است. ریمل نام ثبت شده یک تولید کننده لوازم آرایشی و نماد بازرگانی است و بعدها در ایران، برای تمامی ماسکاراها بکار گرفته شده و رفته رفته مصطلح شده‌است اما در زبان انگلیسی واژه ماسکارا رایج است. در گذشته به ریمل، سرمه چشم گفته می‌شده‌است.
نام ریمل (به انگلیسی: Rimmel) که در ایران برای انواع این وسیله آرایشی مرسوم است در واقع یک برند تجاری ثبت شده برای لوازم آرایشی است که با نام کامل ریمل لندن (به انگلیسی: Rimmel London) نیز شناخته می‌شود و نام ثبت شده برای یک تولیدکننده تجاری لوازم آرایشی بریتانیایی قدیمی است که از سال ۱۸۳۴ تا کنون فعال است.

## انواع ریمل‌ها
- ریمل حجم دهنده
- ریمل افزایش دهنده طول یا بلند کننده
- ریمل حجم دهنده و افزایش دهنده
- ریمل جدا کننده
- ریمل فر کننده
- ریمل ضد آب